# دیان وارویک
مری دیان واریک (به انگلیسی: Marie Dionne Warrick) متولد ۱۹۴۰، معروف به دیان وارویک (به انگلیسی: Dionne Warwick) خوانندهٔ مشهور در سبک سول وR&B است. او هم چنین سفیر جهانی فائو وسفیر بهداشت آمریکا است.
او خواهر دی دی وارویک و خواهرزادهٔ سیسی هیوستون و دخترخالهٔ ویتنی هیوستون دیگر خوانندگان آمریکایی است.
وی جز ۴۰ خوانندهٔ پر فروش راک است و دومین زن پس از آرتا فرانکلین است.